# Injectie (wiskunde)

Injectieve functie, die niet surjectief is

In de wiskunde is een injectie of injectieve afbeelding, ook eeneenduidige afbeelding of een-op-eenafbeelding genoemd, een afbeelding, waarbij geen twee verschillende elementen hetzelfde beeld hebben, dus anders gezegd ieder beeld een uniek origineel heeft. De definitie is voor functies hetzelfde. Een injectie is dus een relatie tussen twee verzamelingen. Twee andere soorten relatie, die aan overeenkomstige eigenschappen voldoen, zijn de surjectie en de bijectie. 
De aanduiding 'injectieve afbeelding' werd geïntroduceerd door Bourbaki.

## Definitie
De afbeelding {\displaystyle f:A\to B} heet een injectie of injectieve afbeelding als voor alle {\displaystyle a,b\in A} geldt:
{\displaystyle f(a)=f(b)\Rightarrow a=b}

### Voorbeeld en tegenvoorbeeld
- Beschouw de afbeelding {\displaystyle f:\mathbb {R} \to \mathbb {R} }, gedefinieerd door {\displaystyle f(x)=2x+1}. Deze afbeelding is een injectie, aangezien uit de gelijkheid van de beelden van {\displaystyle a} en {\displaystyle b}: {\displaystyle 2a+1=2b+1}, volgt dat de originelen {\displaystyle a} en {\displaystyle b} gelijk zijn.
- Beschouw daarentegen de afbeelding {\displaystyle g:\mathbb {R} \rightarrow \mathbb {R} }, gedefinieerd door {\displaystyle g(x)=x^{2}}. Deze is niet injectief, omdat bijvoorbeeld {\displaystyle g(1)=g(-1)=1}, dus er verschillende originelen zijn met hetzelfde beeld.

## Eigenschappen
Voor de gegeven afbeeldingen en functies {\displaystyle f:A\to B} is {\displaystyle A} steeds het domein van {\displaystyle f}.
- Zijn twee functies {\displaystyle f:A\to B} en {\displaystyle g:B\to C} injectief, dan geldt dit ook voor de samengestelde functie {\displaystyle g\circ f\colon A\to C}.

- Gegeven dat {\displaystyle g\circ f} injectief is, dan is ook {\displaystyle f} injectief.

- Een functie {\displaystyle f\colon A\to B} is injectief dan en slechts dan als voor iedere verzameling {\displaystyle C} en ieder tweetal functies {\displaystyle h_{1},h_{2}:C\to A} de logische implicatie {\displaystyle f\circ h_{1}=f\circ h_{2}\Rightarrow h_{1}=h_{2}} geldt. Dit betekent dat, in de categorie van verzamelingen en functies, de monomorfismen precies de injectieve functies zijn.

- Een functie {\displaystyle f\colon A\to B} is injectief dan en slechts dan als er een functie {\displaystyle g\colon B\to A} bestaat, met de eigenschap dat {\displaystyle g\circ f=I_{A}}. Hier wordt met {\displaystyle I_{A}} de identieke afbeelding op {\displaystyle A} bedoeld.

- Als {\displaystyle f:A\to B} injectief is, dan is {\displaystyle f:A\to f(A)}, dat wil zeggen dezelfde functie, waarin alleen het codomein {\displaystyle B} is vervangen door het beeld {\displaystyle f(A)}, bijectief. Hier is dus in ieder geval {\displaystyle f(A)\subset B}.

- Voor twee verzamelingen {\displaystyle A} en {\displaystyle B} wordt de notatie {\displaystyle |A|\leq |B|} wel gebruikt om aan te geven dat er een injectie {\displaystyle f:A\to B} bestaat. In dit geval heeft {\displaystyle B} minstens evenveel elementen als {\displaystyle A}. Om hierover voor oneindige verzamelingen iets te kunnen zeggen wordt de kardinaliteit ingevoerd. Als er een injectie {\displaystyle A\to B} en een injectie {\displaystyle B\to A} bestaan, is er volgens de stelling van Cantor-Bernstein-Schröder ook een bijectie tussen {\displaystyle A} en {\displaystyle B}.